# Resident Evil (film)
Pour les articles homonymes, voir Resident Evil (homonymie).
Cet article concerne le premier film de la franchise. Pour le reboot, voir Resident Evil (film, 2021).
Série Resident Evil
Resident Evil: Apocalypse
(2004)
Pour plus de détails, voir Fiche technique et Distribution.
Resident Evil ou Resident Evil : Les Créatures maléfiques au Québec est un film d'horreur britanno-franco-germano-américain réalisé par Paul W. S. Anderson et sorti en 2002. Le film est une adaptation libre de la série de jeux vidéo Resident Evil de Capcom.

## Synopsis
Dans un grand laboratoire expérimental souterrain d'Umbrella Corporation, un virus est volontairement libéré. Le bâtiment est alors mis en quarantaine puis les scientifiques y travaillant sont assassinés.
Dans un somptueux manoir, une jeune femme nommée Alice (Milla Jovovich) se réveille dans une salle de bains sans aucun souvenir. Le temps de chercher des informations et des explications relatives à son amnésie, Alice rencontre un homme du nom de Matt, un policier de la ville, (Eric Mabius) et tous deux se font capturer par un commando d'élite d'Umbrella qui investit le manoir. Les soldats (James One Shade (Colin Salmon), Rain Ocampo (Michelle Rodríguez), Chad Kaplan (Martin Crewes (en)), J. D. Salidas (Pasquale Aleardi), Olga (le médecin) (Liz May Brice) et deux autres soldats) ont pour objectif de trouver la véritable raison de cette mise en quarantaine, qui a tourné, peut-on dire, au massacre. C'est alors qu'ils contraignent Alice, qui est une agente d'Umbrella, et Matt, à monter à bord d'un train situé sous le manoir les conduisant au Hive, le laboratoire souterrain. Dans le train, le groupe découvre un homme qui comme Alice, n'a aucun souvenir. Il s'agit d'un autre agent d'Umbrella et compagnon d'Alice dénommé Spence Parks (James Purefoy).
One explique aux 3 personnes retrouvées que pour une raison inconnue, l'ordinateur contrôlant le Hive (la Reine rouge) est devenu meurtrier. L'équipe a pour mission d'éteindre l'ordinateur et de comprendre ce qui s'est passé. Alice et Spence, les deux agents, ont perdu la mémoire après que la Reine rouge a diffusé un gaz neurotoxique dans le manoir.
Les soldats se séparent : Rain, J.D. et Matt (dont on ignore la raison de la présence) restent dans une pièce contenant des containers tandis qu'Alice, One, Kaplan, Spence, Olga et les deux autres soldats vont dans la pièce précédant le sas menant au boîtier de contrôle de la Reine rouge. One, Olga et les deux autres soldats y entrent mais le système de sécurité (des rayons lasers) s'active et la porte du sas est verrouillée. Olga est décapitée, les deux soldats transpercés et One est découpé en morceaux.
Kaplan éteint la Reine rouge qui, sous forme d'hologramme, le met en garde. Celui-ci ayant survécu, détruit l'ordinateur et part avec le groupe. Ils découvriront vite que l'ennemi le plus redoutable n'est pas le système de sécurité du Hive, mais toutes les personnes qui sont censées être mortes... Alice croise alors Spence contaminé plus tôt par le virus, devenu un mort-vivant puis l'achève avec une hache, tandis que Rain et Kaplan se font injecter l'antivirus. Et le train part…
L'action s'ensuit avec la traque d'un « lickers » sur le train : celui-ci tue Kaplan et Alice l'immobilise. Pendant ce temps, Rain se transforme en zombie et Matt la tue. L'action se termine lorsque le « lickers » est écrasé par le train.
Dans le manoir, Matt, qui a été griffé par le « lickers », convulse, Alice s'apprête à le soigner, mais au même moment, des scientifiques d'Umbrella arrivent et les capturent.

## Fiche technique
- Titre original et français : Resident Evil
- Titre québécois : Resident Evil : Les Créatures maléfiques
- Réalisation et scénario : Paul W. S. Anderson
- Musique : Marco Beltrami et Marilyn Manson
- Direction artistique : Jörg Baumgarten et Tony Reading
- Décors et costumes : Richard Bridgland
- Photographie : David Johnson
- Son : Michael Kranz, Martin Steyer
- Montage : Alexander Berner
- Production : Paul W. S. Anderson, Bernd Eichinger, Samuel Hadida et Jeremy Bolt

Production exécutive : Albert Botha
Production déléguée : Victor Hadida, Daniel S. Kletzky, Robert Kulzer et Yoshiki Okamoto
Production associée : Mike Gabrawy
Coproduction : Chris Symes
- Sociétés de production[2] :
  - États-Unis : New Legacy, Hollywood Pictures et Intermedia Films (non crédité), avec la participation de Screen Gems
  - Allemagne : Constantin Film, supporté par Filmförderungsanstalt, Filmboard Berlin-Brandenburg et FFF Bayern
  - France : Davis Films[3]
  - Japon : Capcom Company
  - Canada : en association avec Impact Pictures
  - Royaume-Uni : FilmFour (non crédité)
- Sociétés de distribution : 
  - Royaume-Uni : Pathé Distribution
  - Allemagne : Constantin Film Verleih
  - France : Metropolitan Filmexport
  - Amérique du Nord et Italie : Sony Pictures
  - Japon : Amuse Pictures
  - Belgique : Belga Films
  - Suisse : Filmcoopi Zürich
  - Canada : Les Films Columbia TriStar du Canada
- Budget : 33 millions de $[4]
- Pays d'origine[5] :  Royaume-Uni,  France,  Allemagne et  États-Unis
- Langue originale : anglais
- Format[6] : couleur - 35 mm - 1,85:1 (Panavision) - son DTS | Dolby Digital | SDDS | Dolby Atmos
- Genre : action, horreur et science-fiction
- Durée : 100 minutes
- Dates de sortie[7] :
  - États-Unis, Canada : 15 mars 2002
  - Allemagne : 21 mars 2002
  - France : 3 avril 2002
  - Royaume-Uni : 12 juillet 2002
  - Belgique : 17 juillet 2002
  - Japon : 31 août 2002
- Classification[8] :
  -  États-Unis : Interdit aux moins de 17 ans (certificat #38804) (R – Restricted) [Note 1].
  -  Allemagne : Interdit aux moins de 16 ans (FSK 16).
  -  Royaume-Uni : Interdit aux moins de 15 ans (15 - Suitable only for 15 years and over).
  -  Canada (Alberta / Colombie-Britannique) : Les personnes de moins de 18 ans doivent être accompagnées d'un adulte (18A - 18 Accompaniment).
  -  Canada (Manitoba / Ontario) : Interdit aux moins de 18 ans (R - Restricted).
  -  Canada (Nouvelle-Écosse) : Les enfants de moins de 14 ans doivent être accompagnées d'un adulte (14A - 14 Accompaniment).
  -  Québec : 13 ans et plus (13+ / 13 years and over).
  -  Japon : Sous la responsabilité des parents. (PG-12)[Note 2].
  -  France : Interdit aux moins de 12 ans (visa d'exploitation no 105148 délivré le 11 avril 2002)[9],[10].

## Distribution
- Milla Jovovich (VF : Barbara Kelsch ; VQ : Élise Bertrand) : Alice Abernathy
- Michelle Rodríguez (VF : Julie Dumas ; VQ : Hélène Mondoux) : Rain Ocampo
- Eric Mabius (VF : Thierry Wermuth ; VQ : Benoît Éthier) : Matthew « Matt » Addison
- James Purefoy (VF : Jean-Pierre Michaël ; VQ : Daniel Picard) : Spence Parks
- Martin Crewes (en) (VF : Jean-Philippe Puymartin ; VQ : Martin Watier) : Chad Kaplan
- Colin Salmon (VF : Thierry Desroses ; VQ : Benoît Rousseau) : James « One » Shade
- Ryan McCluskey (it) : M. Grey
- Oscar Pearce : M. Green
- Indra Ové : Mlle Black
- Anna Bolt (VF : Caroline Santini) : Dr Green
- Joseph May : Dr Blue
- Robert Tannion : Dr Brown
- Heike Makatsch : Dr Lisa Addison
- Stephen Billington : M. White
- Fiona Glascott : Mlle Gold
- Pasquale Aleardi (VF : Mathieu Buscatto ; VQ : Gilbert Lachance) : J. D. Salinas
- Liz May Bryce (en) (VF : Déborah Perret) : Olga Danilova
- Torsten Jerabek : Vance Drew
- Marc Logan-Black : Alfonso Warner
- Michaela Dicker (VF : Dorothée Pousséo ; VQ : Stéfanie Dolan) : la Reine rouge
- Jason Isaacs (VF : Guy Nadon) : Dr William Birkin
- (VF : Daniel Beretta) : le narrateur

 Source et légende : version française (VF) sur RS Doublage et version québécoise (VQ) sur Doublage.qc.ca

## Production

### Genèse et développement
La société de production allemande Constantin Film achète les droits des jeux vidéo Resident Evil en janvier 1997. Le scénariste américain Alan B. McElroy est alors engagé pour écrire un script. Dans un article intitulé Resident Evil: The Movie de PlayStation Magazine en 1998, ce script est décrit comme un mélange d'action et d'horreur, très violent et proche des jeux vidéo. Quelques libertés sont cependant prises et il n'y a ainsi aucune mention d'Umbrella Corporation et STARS. Le script raconte l'histoire d'une équipe des forces spéciales envoyée par le gouvernement pour sauver des scientifiques dans un manoir-laboratoire, après une première tentative de sauvetage par le SWAT. Les soldats vont cependant découvrir qu'ils sont tombés dans un piège d'une expérience médicale. L'équipe des forces spéciales rassemblent la plupart des personnages du jeu. Le script inclut également la plupart des monstres du jeu. Cependant, le travail d'Alan McElroy ne sera pas approuvé par la production,,,,.
En 1998, George A. Romero réalise une publicité pour le jeu vidéo Resident Evil 2. Le créateur des jeux, Shinji Mikami, est un grand fan du réalisateur américain et a été beaucoup influencé par ses films, notamment La Nuit des morts-vivants. La publicité n'est diffusée qu'au Japon mais impressionne assez Sony, qui demande à George A. Romero d'écrire et réaliser Resident Evil. Pour cela, George A. Romero demande à un assistant de jouer entièrement au jeu qu'il enregistre ensuite comme base de travail. Il se base ainsi sur le premier jeu Resident Evil (1996) et inclut les personnages du jeu : il y a notamment une histoire d'amour entre Chris Redfield et Jill Valentine, qui sont les personnages principaux. On retrouve également Barry Burton, Rebecca Chambers, Ada Wong et Albert Wesker. En 2002, dans une interview pour Fangoria, George A. Romero explique qu'il a écrit au moins 5 ou six ébauches de script, toutes rejetées. Dans ce même article, Robert Kulzer, chef de production, explique que le script était bon mais que le film aurait ainsi été classé NC-17 (« No Children 17 And Under Admitted ») par la Motion Picture Association of America. Robert Kulzer explique par ailleurs que le premier script signé Alan B. McElroy était aussi bon mais qu'il avait été rejeté à cette époque le jeu Resident Evil 2 était développé et qu'un film basé sur le premier jeu était jugé daté et ennuyeux. Après le départ de George A. Romero, d'autres réalisateurs et scénaristes se succèdent sur le projet pendant plusieurs années, notamment Kevin Williamson,,. George Romero déclarera ensuite que son script était très apprécié chez Capcom et Constantin Film mais que la décision finale revenait à Bernd Eichinger, le fondateur de Constantin Film.
Courant 2000, Jamie Blanks, qui vient de réaliser Urban Legend (1998), est choisi pour mettre en scène le film. Le script met alors en scène des soldats de STARS affrontant des monstres créés par un virus à Raccoon City. Cette idée est ensuite abandonnée.
En 1995, Mortal Kombat, réalisé par Paul W. S. Anderson, est le premier film adapté d'un jeu vidéo qui connait un réel succès. Après avoir joué à Resident Evil, Paul W. S. Anderson y voit un fort potentiel cinématographique et écrit un premier script intitulé Undead, très proche du jeu. Bernd Eichinger, président de Constantin Film, est enthousiaste. En 2000, Paul W. S. Anderson est donc officiellement annoncé comme réalisateur et scénariste et le film Resident Evil entre à nouveau en préproduction. Le script final de Paul W. S. Anderson s'éloigne cependant des éléments et des personnages du jeu vidéo. Il justifie ce choix en voulant surprendre également les fans du jeu. Il n'utilise donc pas Jill Valentine, personnage récurrent et emblématique des jeux vidéo, en expliquant « Tous savent déjà qu'elle ne va pas mourir, puisqu'elle revient dans les autres épisodes du jeu ». Le personnage principal se nomme donc Alice. Paul W. S. Anderson est un grand fan de Lewis Carroll, ses deux romans préférés étant Les Aventures d'Alice au pays des merveilles et sa suite De l'autre côté du miroir. Il nomme par ailleurs un personnage Reine rouge.
Le film devait s'intituler Resident Evil: Ground Zero mais est renommé à la suite des attaques terroristes du 11 septembre 2001 (ground zero désigne le site du World Trade Center),.

### Attribution des rôles
Sarah Michelle Gellar devait initialement incarner Alice. Le rôle a été proposé à Gwyneth Paltrow, avant de finalement revenir à Milla Jovovich. Avant cela, quand les différents scripts incluaient Jill Valentine comme personnage principal, les actrices Jennifer Love Hewitt, Kirsten Dunst ou Natasha Henstridge avaient été envisagées.
David Boreanaz était le premier choix pour le rôle de Matt Addison. Il est cependant pris par le tournage de la série télévisée Angel et remplacé par Eric Mabius.

### Tournage
Le tournage a lieu entre mars et mai 2001. Il a lieu principalement en Allemagne, notamment à Berlin (notamment les studios Berlin Adlershof, certaines gares du métro de Berlin, etc.), Krampnitz (en) et Potsdam. Des scènes de Racoon City sont en partie tournées à Toronto. Quelques scènes sont par ailleurs tournées à Londres.

## Bande originale
Bandes originales de Resident Evil
Resident Evil: Apocalypse
(2004)
La musique du film est composée par Marco Beltrami et Marilyn Manson. Un album, contenant également des chansons inspirées par le film, est commercialisé par Roadrunner Records.
| 1.  | Red Queen (dialogue)                    |                                                            |                    | 0:04 |
| 2.  | My Plague (New Abuse Mix)               | Slipknot                                                   | Slipknot           | 3:01 |
| 3.  | The Fight Song (Slipknot Remix)         | John 5                                                     | Marilyn Manson     | 3:49 |
| 4.  | Something Told Me                       |                                                            | Coal Chamber       | 3:22 |
| 5.  | Name Of The Game                        | Ken Jordan, Scott Kirkland                                 | The Crystal Method | 3:33 |
| 6.  | Everyone                                | Adema                                                      | Adema              | 3:34 |
| 7.  | Invisible Wounds (The Suture Mix)       | Christian Olde Wolbers, Dino Cazares, Raymond Herrera      | Fear Factory       | 3:36 |
| 8.  | Anything But This                       | Ken Jay, Tony Campos                                       | Static-X           | 4:04 |
| 9.  | Hallelujah                              | Rammstein                                                  | Rammstein          | 3:38 |
| 10. | Dirt                                    | Dave Alexander, Iggy Pop, Ron Asheton, Scott Asheton       | Depeche Mode       | 4:57 |
| 11. | What Comes Around (Day Of The Dead Mix) | Christian Machado                                          | Ill Niño           | 4:27 |
| 12. | Dig (Everything And Nothing Remix)      | Chad Gray, Ryan Martinie, Greg Tribbett, Matthew McDonough | Mudvayne           | 4:57 |
| 13. | Release Yo' Self (The Prodigy Mix)      | Method Man, RZA, Dino Fekaris, FrederickPerren             | Method Man         | 5:55 |
| 14. | 800                                     | Josey Scott                                                | Saliva             | 4:37 |
| 15. | The Infinity                            | Five Pointe O                                              | Five Pointe O      | 4:26 |
| 16. | The Umbrella Corporation (dialogue)     |                                                            |                    | 0:31 |
| 17. | Resident Evil Main Title Theme (score)  | Marilyn Manson, Tim Sköld                                  | Marilyn Manson     | 2:09 |
| 18. | Seizure Of Power (score)                | Tim Sköld, Marilyn Manson                                  | Marilyn Manson     | 3:50 |
| 19. | Reunion (score)                         | Marilyn Manson                                             | Marilyn Manson     | 2:46 |
| 20. | Cleansing (score)                       | Marilyn Manson                                             | Marilyn Manson     |      |

## Accueil

### Critique
Le film reçoit des critiques globalement négatives. Sur l'agrégateur américain Rotten Tomatoes, il récolte 35% d'opinions favorables pour 131 critiques et une note moyenne de 4,60⁄10.
En France, le film obtient une note moyenne de 2,8⁄5 sur le site AlloCiné, qui recense 17 titres de presse.
En 2005, le célèbre critique américain Roger Ebert inclut Resident Evil dans sa liste  des films qu'il déteste le plus.

### Box-office
| Pays ou région    | Box-office        | Date d'arrêt du box-office | Nombre de semaines |
| ----------------- | ----------------- | -------------------------- | ------------------ |
| États-Unis Canada | 40 119 709 $      | 9 mai 2002                 | 8                  |
| France            | 1 105 943 entrées | 7 mai 2002                 | 5                  |
| Allemagne         | 959 597 entrées   | 24 avril 2002              | 5                  |
| Royaume-Uni       | 4 096 015 $       | 11 août 2002               | 5                  |
| Total mondial     | 102 984 862 $     | n/a                        | n/a                |

## Distinctions
Entre 2002 et 2004, Resident Evil a été sélectionné 7 fois dans diverses catégories et n'a remporté aucune récompense.

### Nominations
- Prix Schmoes d'or (Golden Schmoes Awards) 2002 :
  - Film le plus sous-estimé de l'année,
  - Meilleur film d'horreur de l'année,
  - Meilleur S&C de l'année pour Milla Jovovich.
- Académie des films de science-fiction, fantastique et d'horreur - Prix Saturn 2003 :
  - Meilleur film d'horreur,
  - Meilleure actrice pour Milla Jovovich.
- Prix allemand de la caméra (German Camera Award) 2003 : Meilleur montage pour Alexander Berner.
- Prix de la bande-annonce d'or 2004 : Bande-annonce la plus originale pour Ignition Creative.